# Munc-18
As proteínas Munc-18 (acrónimo para 'mamífero descoordenado-18') são mamíferos homólogos da proteína UNC-18 (que foi descoberta pela primeira vez no verme nematóide Caenorhabditis elegans) e são membros da família de proteínas do tipo Sec1/Munc18 (SM). As proteínas Munc-18 foram identificadas como componentes essenciais do complexo proteico para a vesículas sinápticas e são cruciais para a exocitose regulada em neurónios e células neuroendócrinas.

## Função
A Munc-18 liga-se à sintaxina para formar o complexo sintaxina/munc-18, que se pensa preceder e/ou regular a Exocitose#Preparação de vesículas, um processo mediado pelas proteínas VAMP, SNAP-25 e sintaxina. A Munc18-1, um membro da família SM, tem múltiplas funções na exocitose. Promove diretamente a estabilidade da sintaxina e pode controlar a correta montagem espacial dos complexos centrais da fusão dependente de SNARE, ou atuar como um componente direto da maquinaria de fusão através da interação com o núcleo SNARE. Munc18a, que se liga especificamente para o N-terminal da sintaxina, provoca uma mudança conformacional, ativando a sintaxina, que por sua vez se liga ao complexo SNARE ternário. A deleção de munc18-1 resulta num defeito no encaixe das vesículas secretoras. Além disso, o ratinho deficiente em munc18-1 é o primeiro modelo de ratinho em que a secreção de neurotransmissor está completamente ausente. Este modelo de rato é apropriadamente chamado de "rato silencioso".

### Mecanismo
A descrição abaixo apresenta um modelo geral de como se acredita que o Munc-18 desempenha o seu papel na fusão e acoplamento de vesículas, permitindo a exocitose intencional. Como este é um modelo combinado preliminar, são necessárias mais pesquisas para compreender melhor o papel do Munc-18 neste processo.
1. Munc18-1 liga-se primeiro a uma forma fechada de sintaxina-1, bloqueando a formação do complexo SNARE. Acredita-se que isto afeta o acoplamento das vesículas.
2. Munc13 abre sintaxina-1, Munc18-1 é transferido para o complexo SNARE, que é libertado do seu efeito inibitório, permitindo a montagem (especificamente a partir do feixe de 4 hélices alfa)

Pensa-se que o #Munc18-1 estabiliza o complexo trans-SNARE formado, prevenindo a sua dissociação.
1. O complexo SNARE, potencialmente com a ajuda do Munc-18, une as membranas e provoca a fusão.

Um estudo descobriu também que a Munc-18 se liga ao C-terminal da sinaptobrevina, sugerindo que esta proteína desempenha um papel importante na fusão da membrana.